# 加杜布拉武
加杜布拉武是巴西帕拉伊巴州的一个市镇。总面积192.424平方公里，总人口8363人，人口密度43.5人/平方公里。